# Жартиерен смок
Жартиерните смокове (Thamnophis sirtalis) са вид влечуги от семейство Смокообразни (Colubridae).
Разпространени са в голяма част от Северна Америка.
Таксонът е описан за пръв път от шведския ботаник и зоолог Карл Линей през 1758 година.

## Подвидове
- Thamnophis sirtalis annectens
- Thamnophis sirtalis concinnus
- Thamnophis sirtalis dorsalis
- Thamnophis sirtalis fitchi
- Thamnophis sirtalis infernalis
- Thamnophis sirtalis lowei
- Thamnophis sirtalis pallidulus
- Thamnophis sirtalis parietalis
- Thamnophis sirtalis pickeringii
- Thamnophis sirtalis semifasciatus
- Thamnophis sirtalis similis
- Thamnophis sirtalis sirtalis
- Thamnophis sirtalis tetrataenia